# قره‌توریق
قره‌توریق (به قزاقی: Karaturyk) یک منطقهٔ مسکونی در قزاقستان است که در شهرستان انبکچی‌قزاق واقع شده‌است. قره‌توریق ۳٬۵۶۵ نفر جمعیت دارد.